# Pothos volans
Pothos volans är en kallaväxtart som beskrevs av Peter Charles Boyce och Alistair Hay. Pothos volans ingår i släktet Pothos och familjen kallaväxter. Inga underarter finns listade.